# Джон Вен
Джон Вен (на английски: John Venn) е британски логик и философ. Известен е с представянето на диаграмата на Вен, която се използва в много полета, включително теорията на множествата, вероятностите, логиката, статистиката и компютърните науки.

## Биография
Джон Вен е роден през 1834 в Хъл, Йоркшър. Майка му, Марта Сайкс, е от Суонленд, близо до Хъл, и умира, когато Джон е все още малък. Баща му, преподобният Хенри Вен, по времето на раждането на Джон е пастор на енорията в Драйпул близо до Хъл. Хенри Вен, приятел на кралицата, е от видна фамилия. Неговият собствен баща, дядото на Джон, е свещеникът Джон Вен, който е бил пастор на Клафъм в южен Лондон. Бил е лидер на Клафъмската секта, група от християни евангелисти, центриращи се в неговата църква, която провежда кампании за реформи в затворите и отменянето на робството и жестоките спортове.
Интересите на Вен са най-вече в областта на логиката и той публикува три текста по темата. През 1866 г. написва „The Logic of Chance“ (Логиката на шанса), която представя честотната интерпретация или честотната теория на вероятностите, през 1881 г. – „Symbolic Logic“ (Символна логика), в която е представена диаграмата на Вен, и „The Principles of Empirical Logic“ (Принципи на емпиричната логика) през 1889 г.

## Съчинения
- Venn, John. Consistency and Real Inference //  Mind 1.   януари 1876.
- Venn, John. Symbolic Logic.   London, Macmillan and Company, 1881.
- Venn, John. On the Employment of Geometrical Diagrams for the Sensible Representation of Logical Propositions //  Proceedings of the Cambridge Philosophical Society 4.   1880. с. 47 – 59.
- The Logic of Chance: An Essay on the Foundations and Province of the Theory of Probability
  - First Edition (1866): Google Book Search
  - Second Edition (1876): Google Book Search or Internet Archive or University of Göttingen[неработеща препратка]
  - Third Edition (1888): Google Book Search or Internet Archive
- Venn, John. Caius College.   London, F. E. Robinson & Co., 1901.
- John Caius, John Venn. The Annals of Gonville and Caius College.   Printed for the Cambridge Antiquarian Society, sold by Deighton, Bell & Co., 1904. (1904) – by John Caius, edited by John Venn